# Biblioteca Angelica

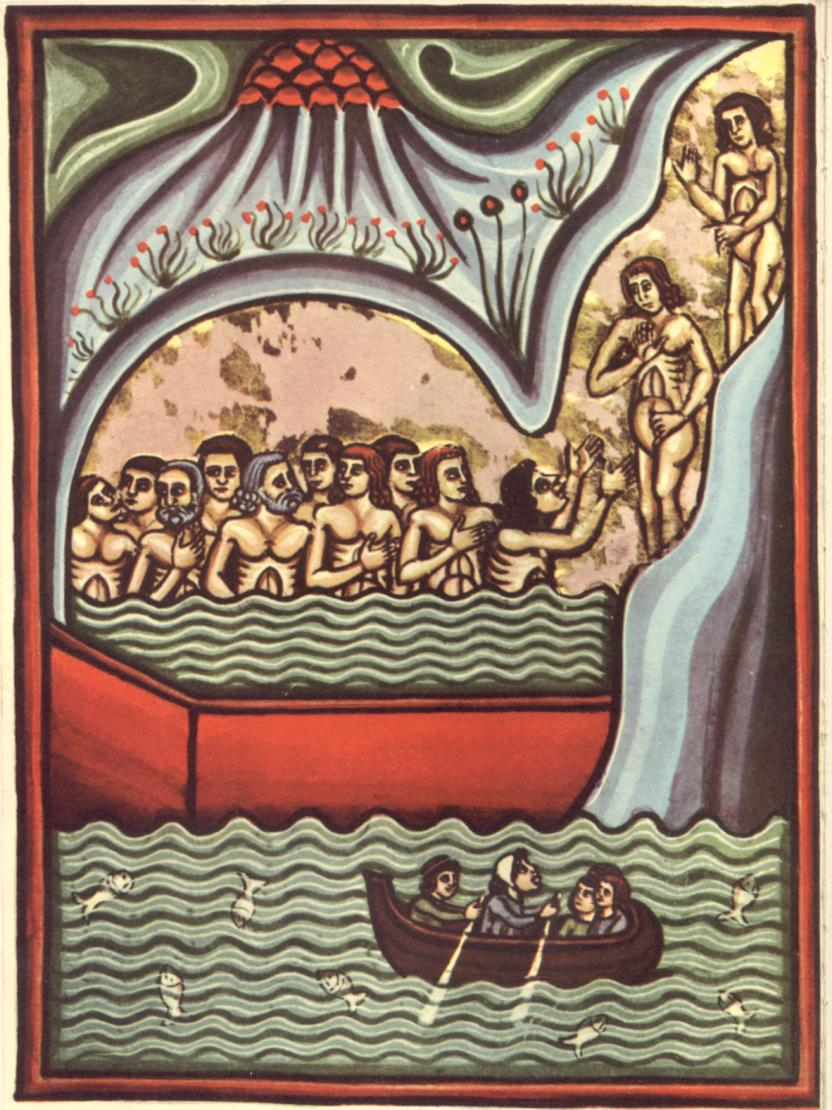
Imagen del, De Balneis Puteolanis, actualmente en la Biblioteca Angelica.

La Biblioteca Angelica es una biblioteca italiana, situada en Roma, en la Piazza Sant'Agostino, cerca de la Plaza Navona, junto a la Basílica Sant'Agostino en Campo Marzio.
Los activos de la biblioteca son alrededor de 2700 manuscritos en latín, griego y oriental, y 24 000 documentos sueltos. La biblioteca también cuenta con más de 1100 incunables y cerca de 20 000 cinquecentine, alrededor de 10 000 grabados y mapas. Tiene grandes existencias de libros contemporáneos, por lo que da servicio de préstamo.
La biblioteca es, en virtud de la naturaleza de sus libros, un punto de referencia para aquellos que deseen estudiar el pensamiento de San Agustín y la historia de su orden, de la Reforma protestante y la Contrarreforma católica.

## Historia
Inaugurada en 1604, Angelica fue la primera biblioteca pública en Italia, a la que siguió en 1609 la Biblioteca Ambrosiana de Milán. Ambas fueron precedidas por la Biblioteca Bodleiana en Oxford, abierta desde 1602.
Fue fundada por el sacrista pontificio y obispo titular de Tagaste Angelo Rocca (1546-1620), de la que tomó su nombre. Este agustino confió la riqueza de su colección personal de libros, "formada durante cuarenta años" al convento San Agustín de Roma. El mismo Rocca ideó las normas de uso y la ordenación de códices y libros, que por entonces "se aproximaban a los veinte mil".
Los activos de la biblioteca empezaron a crecer rápidamente gracias a nuevas donaciones: En 1661 Lucas Holst, guardián de la Biblioteca Vaticana, cedió una extensa colección de libros impresos. En 1762 se adquirió la biblioteca del cardenal Domenico Passionei, que había muerto el año anterior. Esta adquisición casi duplicó los fondos de la biblioteca, y determinó en gran parte la orientación científica: el cardenal Passionei, había sido legado papal en diversos países protestantes, y había adquirido un amplio número de textos religiosos polémicos vinculados, entre otras cosas, al entorno jansenista romano. La extensión de la colección requirió mayores necesidades de espacio, por lo que se encargó al arquitecto Luigi Vanvitelli su ampliación, terminada en 1765.
En 1873, según lo dispuesto por la ley, promulgada hacía seis años contra la Iglesia, la biblioteca fue adquirida por el recién nacido Estado italiano. El enriquecimiento de la biblioteca continuó en este período: en 1919 se adquirió una importante colección de obras publicadas por Giambattista Bodoni, y al final de siglo hubo una curiosa colección de 954 libros de ópera del siglo XIX perteneciente a Nicolás Santangelo, exministro del Interior del Reino de las Dos Sicilias y apasionado amante de la música.
Desde 1940 Angelica es la sede de la Academia de la Arcadia, de la que conserva, entre otras cosas, los libros (alrededor de 4.000 piezas). Desde 1975 depende del Ministerio de Cultura. En el mismo año se adquirió la colección de libros del crítico literario Arnaldo Bocelli.

## En la cultura popular
La Biblioteca Angelica es un ámbito donde se han realizado otros eventos culturales como en el cine y la música:
- En la película de Ron Howard inspirada en la obra de Dan Brown Ángeles y demonios, la Biblioteca Angelica es utilizada para simular la Biblioteca Vaticana.
- Fue el escenario elegido para rodó el videoclip del cantante Miguel Bosé "Amante bandido" (1984).

## Joyas bibliográficas
- Codex Angelicus, manuscrito del siglo IX que contiene parte del Nuevo Testamento.
- Herbario de Gherardo Cibo, el herbario de plantas secas más antiguo que se conoce.[3]
- Oratio de victoria malachitana, de Pedro Boscà. Incunable de las oraciones de gracias ordenadas por el papa a causa de la conquista de Málaga a los árabes por los Reyes Católicos.[4]